# 阿倍首名
阿倍 首名（あべ の おびとな）は、飛鳥時代から奈良時代にかけての貴族。官位は正四位下・兵部卿。

## 経歴
系譜は明らかでないが、右大臣・阿倍御主人が没した翌年の大宝4年（704年）正月に、従六位上から三階昇叙されて従五位下に叙爵していることから、御主人の近親か。慶雲3年（706年）大宰少弐に任ぜられる。
その後、和銅4年（711年）正五位下、和銅7年（714年）従四位下、養老3年（719年）従四位上、養老7年（723年）正四位下と元明朝から元正朝にかけて順調に昇進する一方、和銅8年（715年）に兵部卿に任ぜられて以降、卒去まで10年以上に亘って務めた。またこの間の養老5年（721年）には諸府（衛門府・衛士府）の衛士の勤務年数が長すぎて逃亡が頻発していたことから、衛士の役務を3年交替に短縮することを上奏。翌養老6年（722年）に衛士・仕丁の任期が3年に定められている。
神亀4年（727年）2月13日卒去。享年64。最終官位は兵部卿正四位下
『懐風藻』に漢詩作品が採録されている。『万葉集』にある三輪高市麻呂の長門守赴任に対する餞歌の作者安倍大夫を首名に比定する意見もある。

## 官歴
『続日本紀』による。
- 時期不詳：従六位上
- 大宝4年（704年） 正月7日：従五位下
- 慶雲3年（706年） 2月14日：大宰少弐
- 時期不詳：従五位上
- 和銅4年（711年） 4月7日：正五位下
- 和銅7年（714年） 正月5日：従四位下
- 和銅8年（715年） 5月22日：兵部卿
- 養老3年（719年） 正月13日：従四位上
- 養老7年（723年） 正月10日：正四位下
- 神亀4年（727年） 2月13日：卒去（兵部卿正四位下）